# Ray Charles/Diskografie
Diese Diskografie ist eine Übersicht über die musikalischen Werke des US-amerikanischen Sängers, Songwriters und Pianisten Ray Charles. Den Schallplattenauszeichnungen zufolge hat er bisher mehr als 13 Millionen Tonträger verkauft. Seine erfolgreichste Veröffentlichung ist das Album Genius Loves Company mit über 4,3 Millionen verkauften Einheiten.

## Alben

### Studioalben

Ray Charles Trio – See See Rider

Ray Charles – I Can’t Stop Loving You

| Jahr                        | Titel                                              | Höchstplatzierung, Gesamtwochen, AuszeichnungChartplatzierungen (Jahr, Titel, Platzierungen, Wochen, Auszeichnungen, Anmerkungen) | Höchstplatzierung, Gesamtwochen, AuszeichnungChartplatzierungen (Jahr, Titel, Platzierungen, Wochen, Auszeichnungen, Anmerkungen) | Höchstplatzierung, Gesamtwochen, AuszeichnungChartplatzierungen (Jahr, Titel, Platzierungen, Wochen, Auszeichnungen, Anmerkungen) | Höchstplatzierung, Gesamtwochen, AuszeichnungChartplatzierungen (Jahr, Titel, Platzierungen, Wochen, Auszeichnungen, Anmerkungen) | Höchstplatzierung, Gesamtwochen, AuszeichnungChartplatzierungen (Jahr, Titel, Platzierungen, Wochen, Auszeichnungen, Anmerkungen) | Anmerkungen                                                 |
| Jahr                        | Titel                                              | DE | AT | CH | UK | US | Anmerkungen                                                 |
| --------------------------- | -------------------------------------------------- | --- | --- | --- | --- | --- | ----------------------------------------------------------- |
| 1957                        | Ray Charles                                        | — | — | — | — | — | Erstveröffentlichung: 1957                                  |
| 1957                        | The Great Ray Charles                              | — | — | — | — | — | Erstveröffentlichung: August 1957                           |
| 1958                        | Soul Brothers                                      | — | — | — | — | — | Erstveröffentlichung: 1958 mit Milt Jackson                 |
| 1958                        | Yes, Indeed!                                       | — | — | — | — | — | Erstveröffentlichung: Oktober 1958                          |
| 1959                        | What’d I Say                                       | — | — | — | — | US41 (73 Wo.)US | Erstveröffentlichung: 19. Oktober 1959                      |
| 1959                        | The Genius of Ray Charles                          | — | — | — | — | US17 (82 Wo.)US | Erstveröffentlichung: 30. November 1959                     |
| 1960                        | The Genius Hits The Road                           | — | — | — | — | US9 (50 Wo.)US | Erstveröffentlichung: September 1960                        |
| 1960                        | Ray Charles at Newport                             | — | — | — | — | — | Erstveröffentlichung: 1960                                  |
| 1961                        | Dedicated to You                                   | — | — | — | — | US11 (31 Wo.)US | Erstveröffentlichung: 11. Januar 1961                       |
| 1961                        | Genius + Soul = Jazz                               | — | — | — | — | US4 (48 Wo.)US | Erstveröffentlichung: 24. März 1961                         |
| 1961                        | The Genius After Hours                             | — | — | — | — | US49 (17 Wo.)US | Erstveröffentlichung: August 1961                           |
| 1961                        | Ray Charles and Betty Carter                       | — | — | — | — | US52 (15 Wo.)US | Erstveröffentlichung: 1961                                  |
| 1961                        | The Genius Sings the Blues                         | — | — | — | — | US73 (12 Wo.)US | Erstveröffentlichung: September 1961                        |
| 1961                        | Do the Twist With Ray Charles!                     | — | — | — | — | US11 (52 Wo.)US | Erstveröffentlichung: 1961                                  |
| 1962                        | At The Club                                        | DE25 (4 Wo.)DE | — | — | — | — | Erstveröffentlichung: 1962                                  |
| 1962                        | Modern Sounds in Country and Western Music         | — | — | — | UK6 (21 Wo.)UK | US1 Gold · (127 Wo.)US | Erstveröffentlichung: April 1962 Verkäufe: + 500.000        |
| 1962                        | The Ray Charles Story                              | DE24 (8 Wo.)DE | — | — | — | US14 (38 Wo.)US | Erstveröffentlichung: 1962                                  |
| 1962                        | Modern Sounds in Country and Western Music, Vol. 2 | — | — | — | — | US2 Gold · (57 Wo.)US | Erstveröffentlichung: Oktober 1962 Verkäufe: + 500.000      |
| 1962                        | Soul Meeting                                       | — | — | — | — | — | Erstveröffentlichung: November 1962 mit Milt Jackson        |
| 1963                        | Ingredients in a Recipe for Soul                   | — | — | — | — | US2 (36 Wo.)US | Erstveröffentlichung: 1963                                  |
| 1964                        | Sweet & Sour Tears                                 | — | — | — | — | US9 (23 Wo.)US | Erstveröffentlichung: 1964                                  |
| 1964                        | Have a Smile With Me                               | — | — | — | — | US36 (16 Wo.)US | Erstveröffentlichung: 1964                                  |
| 1965                        | Country & Western Meets Rhythm & Blues             | — | — | — | — | US116 (7 Wo.)US | Erstveröffentlichung: 1965                                  |
| 1966                        | Crying Time                                        | — | — | — | — | US15 (36 Wo.)US | Erstveröffentlichung: 1966                                  |
| 1966                        | Ray’s Moods                                        | — | — | — | — | US52 (17 Wo.)US | Erstveröffentlichung: 1966                                  |
| 1967                        | A Man & His Soul                                   | — | — | — | — | US77 Gold · (62 Wo.)US | Erstveröffentlichung: 1967 Verkäufe: + 500.000              |
| 1967                        | Ray Charles Invites You to Listen                  | — | — | — | — | US76 (34 Wo.)US | Erstveröffentlichung: 1967                                  |
| 1968                        | A Portrait of Ray                                  | — | — | — | — | US51 (24 Wo.)US | Erstveröffentlichung: 1968                                  |
| 1969                        | King of Soul                                       | DE33 (4 Wo.)DE | — | — | — | — | Erstveröffentlichung: 1969                                  |
| 1969                        | Doing His Thing                                    | — | — | — | — | US172 (3 Wo.)US | Erstveröffentlichung: 1969                                  |
| 1969                        | I’m All Yours-Baby!                                | — | — | — | — | US167 (11 Wo.)US | Erstveröffentlichung: 1969                                  |
| 1970                        | My Kind of Jazz                                    | — | — | — | — | US155 (2 Wo.)US | Erstveröffentlichung: 1970                                  |
| 1970                        | Love Country Style                                 | — | — | — | — | US192 (4 Wo.)US | Erstveröffentlichung: Juni 1970                             |
| 1971                        | Volcanic Action of My Soul                         | — | — | — | — | US52 (16 Wo.)US | Erstveröffentlichung: April 1971                            |
| 1972                        | A Message from the People                          | — | — | — | — | US52 (22 Wo.)US | Erstveröffentlichung: 1972                                  |
| 1972                        | Through the Eyes of Love                           | — | — | — | — | US186 (8 Wo.)US | Erstveröffentlichung: 1972                                  |
| 1973                        | My Kind of Jazz, Number 2                          | — | — | — | — | — | Erstveröffentlichung: 1973                                  |
| 1974                        | Come Live With Me                                  | — | — | — | — | — | Erstveröffentlichung: 1974                                  |
| 1975                        | Renaissance                                        | — | — | — | — | US175 (3 Wo.)US | Erstveröffentlichung: Juni 1975                             |
| 1975                        | My Kind of Jazz, Pt. 3                             | — | — | — | — | — | Erstveröffentlichung: Oktober 1975                          |
| 1976                        | Porgy & Bess                                       | — | — | — | — | — | Erstveröffentlichung: 1976 mit Cleo Laine                   |
| 1977                        | True to Life                                       | — | — | — | — | US78 (20 Wo.)US | Erstveröffentlichung: 1. Oktober 1977                       |
| 1978                        | Love & Peace                                       | — | — | — | — | — | Erstveröffentlichung: 1978                                  |
| 1979                        | Ain’t It So                                        | — | — | — | — | — | Erstveröffentlichung: 1979                                  |
| 1980                        | Brother Ray is at it Again                         | — | — | — | — | — | Erstveröffentlichung: 1980                                  |
| 1981                        | The Legend Lives…                                  | DE24 (6 Wo.)DE | — | — | — | — | Erstveröffentlichung: 1981                                  |
| 1983                        | Wish You Were Here Tonight                         | — | — | — | — | — | Erstveröffentlichung: 1983                                  |
| 1984                        | Friendship                                         | — | — | — | — | US75 (20 Wo.)US | Erstveröffentlichung: August 1984 Verkäufe: + 57.500        |
| 1984                        | Do I Ever Cross Your Mind?                         | — | — | — | — | — | Erstveröffentlichung: 1984                                  |
| 1986                        | From the Pages of My Mind                          | — | — | — | — | — | Erstveröffentlichung: 1. Juli 1986                          |
| 1988                        | Just Between Us                                    | — | — | — | — | — | Erstveröffentlichung: 15. November 1988                     |
| 1990                        | Would You Believe?                                 | — | — | — | — | — | Erstveröffentlichung: 5. Oktober 1990                       |
| 1993                        | My World                                           | — | — | — | — | US145 (8 Wo.)US | Erstveröffentlichung: 9. März 1993                          |
| 1996                        | Strong Love Affair                                 | — | — | — | — | — | Erstveröffentlichung: 30. Januar 1996                       |
| 2002                        | Thanks for Bringing Love Around Again              | — | — | — | — | — | Erstveröffentlichung: 7. Mai 2002                           |
| Posthume Veröffentlichungen |                                                    | | | | | |                                                             |
|                             |                                                    | | | | | |                                                             |
| 2004                        | Genius Loves Company                               | DE10 Gold · (33 Wo.)DE | AT1 Gold · (34 Wo.)AT | CH4 Gold · (37 Wo.)CH | UK18 Gold · (19 Wo.)UK | US1 ×3Dreifachplatin · (61 Wo.)US                                                                                                 | Erstveröffentlichung: 29. August 2004 Verkäufe: + 4.370.000 |
| 2005                        | Genius & Friends                                   | DE84 (1 Wo.)DE | AT38 (3 Wo.)AT | CH37 (4 Wo.)CH | — | US36 (7 Wo.)US | Erstveröffentlichung: 23. September 2005                    |
| 2006                        | Ray Sings, Basie Swings                            | — | — | — | UK63 (1 Wo.)UK | US23 (11 Wo.)US | Erstveröffentlichung: 5. März 2007                          |

grau schraffiert: keine Chartdaten aus diesem Jahr verfügbar

### Livealben
| Jahr | Titel                 | Höchstplatzierung, Gesamtwochen, AuszeichnungChartplatzierungen (Jahr, Titel, Platzierungen, Wochen, Auszeichnungen, Anmerkungen) | Höchstplatzierung, Gesamtwochen, AuszeichnungChartplatzierungen (Jahr, Titel, Platzierungen, Wochen, Auszeichnungen, Anmerkungen) | Höchstplatzierung, Gesamtwochen, AuszeichnungChartplatzierungen (Jahr, Titel, Platzierungen, Wochen, Auszeichnungen, Anmerkungen) | Höchstplatzierung, Gesamtwochen, AuszeichnungChartplatzierungen (Jahr, Titel, Platzierungen, Wochen, Auszeichnungen, Anmerkungen) | Höchstplatzierung, Gesamtwochen, AuszeichnungChartplatzierungen (Jahr, Titel, Platzierungen, Wochen, Auszeichnungen, Anmerkungen) | Anmerkungen                         |
| Jahr | Titel                 | DE | AT | CH | UK | US | Anmerkungen                         |
| ---- | --------------------- | --- | --- | --- | --- | --- | ----------------------------------- |
| 1960 | Ray Charles In Person | — | — | — | — | US13 (19 Wo.)US | Erstveröffentlichung: 12. Juli 1960 |
| 1965 | Live in Concert       | — | — | — | — | US80 (18 Wo.)US |                                     |
| 1973 | Ray Charles Live      | — | — | — | — | US182 (5 Wo.)US |                                     |

grau schraffiert: keine Chartdaten aus diesem Jahr verfügbar
Weitere Livealben
- 1958: Ray Charles at Newport
- 1973: Genius in Concert L. A.
- 1975: Live in Japan
- 2002: Live at the Montreux Jazz Festival
- 2005: In Concert: I Can’t Stop Loving You (Verkäufe: + 1.000.000, US: Platin)
- 2005: Live at the Olympia 2000
- 2007: The Genius, Live!
- 2014: Newport 1960

### Kompilationen
| Jahr | Titel Musiklabel                                                                          | Höchstplatzierung, Gesamtwochen, AuszeichnungChartplatzierungen (Jahr, Titel, Musiklabel, Platzierungen, Wochen, Auszeichnungen, Anmerkungen) | Höchstplatzierung, Gesamtwochen, AuszeichnungChartplatzierungen (Jahr, Titel, Musiklabel, Platzierungen, Wochen, Auszeichnungen, Anmerkungen) | Höchstplatzierung, Gesamtwochen, AuszeichnungChartplatzierungen (Jahr, Titel, Musiklabel, Platzierungen, Wochen, Auszeichnungen, Anmerkungen) | Höchstplatzierung, Gesamtwochen, AuszeichnungChartplatzierungen (Jahr, Titel, Musiklabel, Platzierungen, Wochen, Auszeichnungen, Anmerkungen) | Höchstplatzierung, Gesamtwochen, AuszeichnungChartplatzierungen (Jahr, Titel, Musiklabel, Platzierungen, Wochen, Auszeichnungen, Anmerkungen) | Anmerkungen                                                                       |
| Jahr | Titel Musiklabel                                                                          | DE | AT | CH | UK | US | Anmerkungen                                                                       |
| ---- | ----------------------------------------------------------------------------------------- | --- | --- | --- | --- | --- | --------------------------------------------------------------------------------- |
| 1962 | Greatest Hits                                                                             | DE19 (4 Wo.)DE | — | — | UK16 (5 Wo.)UK | US5 (10 Wo.)US | Erstveröffentlichung: 1962 Charteinstieg in DE und UK erst 1963                   |
| 1968 | Greatest Hits Vol. 2                                                                      | — | — | — | UK24 (8 Wo.)UK | — |                                                                                   |
| 1971 | A 25th Anniversary In Show Business Salute to Ray Charles auch bekannt als: Grands Succès | — | — | — | — | US152 (10 Wo.)US | Verkäufe: + 100.000                                                               |
| 1980 | Heart to Heart – 20 Top Hits                                                              | — | — | — | UK29 (5 Wo.)UK | — |                                                                                   |
| 1989 | Collection                                                                                | — | — | — | UK36 (3 Wo.)UK | — | Verkäufe: + 100.000                                                               |
| 1993 | The Living Legend                                                                         | — | — | — | UK48 (3 Wo.)UK | — |                                                                                   |
| 2001 | The Definitive Ray Charles Rhino (Warner Music)                                           | — | — | CH85 (1 Wo.)CH | UK13 Silber · (15 Wo.)UK | — | Erstveröffentlichung: 13. August 2001 Verkäufe: + 260.000; Charteinstieg: CH 2004 |
| 2007 | Hit the Road Jack                                                                         | — | — | — | — | US181 (1 Wo.)US | Charteinstieg in US erst 2013                                                     |
| 2009 | Genius: The Ultimate Ray Charles Collection                                               | — | — | — | — | US35 (6 Wo.)US | Erstveröffentlichung: 3. April 2009                                               |
| 2013 | Ray Charles Forever                                                                       | — | — | — | — | US24 (9 Wo.)US |                                                                                   |

grau schraffiert: keine Chartdaten aus diesem Jahr verfügbar
Weitere Kompilationen
- 1961: The Original Ray Charles
- 1962: Spotlight on Ray Charles
- 1975: World of Ray Charles, Vol. 2
- 1989: The Best of Ray Charles (Verkäufe: + 200.000)
- 2001: Dejavu Retro Gold Collection (2 CD)
- 2004: Anthology (Verkäufe: + 500.000, US: Gold)
- 2005: Pure Genius–The Complete Atlantic Recordings (1952–59) Living Blues Award Best Historical Recording
- 2005: Collections
- 2006: A Celebration – 150 Minutes of Ray Charles
- 2006: Ray Charles Selected Favorites, Vol. 1
- 2006: Ray Charles Selected Favorites, Vol. 2
- 2006: Ray Charles: The Classic Years, Vol. 1
- 2006: Ray Charles: The Classic Years, Vol. 2
- 2006: Ray Charles – The Essentials
- 2006: Unreleased: Swing Time 1949–1951
- 2006: The Very Best of Ray Charles (Verkäufe: + 1.000.000, US: Platin)
- 2007: Georgia on My Mind
- 2007: I’ve got a Woman
- 2007: Ray Charles at His Best (Verkäufe: + 560.000, UK: Silber; US: Gold)
- 2007: The Definitive Soul Collection
- 2007: The Essence of Ray Charles
- 2007: The Soul of a Man
- 2010: Rare Genius – The Undiscovered Masters
- 2011: Singular Genius – The Complete ABC Singles
- 2012: Ray Charles: The Complete ABC Recordings 1959–1961
- 2014: King Of Cool – The Genius Of Ray Charles (3 CDs)
- 2014: In The 1950s
- 2016: Empik Jazz Club: Ray Charles (Verkäufe: + 20.000)
- 2017: U.S. Singles 1952–1962

### Weihnachtsalben
| Jahr | Titel Musiklabel                                                         | Höchstplatzierung, Gesamtwochen, AuszeichnungChartplatzierungen (Jahr, Titel, Musiklabel, Platzierungen, Wochen, Auszeichnungen, Anmerkungen) | Höchstplatzierung, Gesamtwochen, AuszeichnungChartplatzierungen (Jahr, Titel, Musiklabel, Platzierungen, Wochen, Auszeichnungen, Anmerkungen) | Höchstplatzierung, Gesamtwochen, AuszeichnungChartplatzierungen (Jahr, Titel, Musiklabel, Platzierungen, Wochen, Auszeichnungen, Anmerkungen) | Höchstplatzierung, Gesamtwochen, AuszeichnungChartplatzierungen (Jahr, Titel, Musiklabel, Platzierungen, Wochen, Auszeichnungen, Anmerkungen) | Höchstplatzierung, Gesamtwochen, AuszeichnungChartplatzierungen (Jahr, Titel, Musiklabel, Platzierungen, Wochen, Auszeichnungen, Anmerkungen) | Anmerkungen                |
| Jahr | Titel Musiklabel                                                         | DE | AT | CH | UK | US | Anmerkungen                |
| ---- | ------------------------------------------------------------------------ | --- | --- | --- | --- | --- | -------------------------- |
| 2004 | Ray Charles Celebrates a Gospel Christmas With the Voices of Jubilation! | — | — | — | — | US121 (2 Wo.)US | Erstveröffentlichung: 2004 |

Weitere Weihnachtsalben
- 1985: The Spirit of Christmas

### Soundtracks
| Jahr | Titel                | Höchstplatzierung, Gesamtwochen, AuszeichnungChartplatzierungen (Jahr, Titel, Platzierungen, Wochen, Auszeichnungen, Anmerkungen) | Höchstplatzierung, Gesamtwochen, AuszeichnungChartplatzierungen (Jahr, Titel, Platzierungen, Wochen, Auszeichnungen, Anmerkungen) | Höchstplatzierung, Gesamtwochen, AuszeichnungChartplatzierungen (Jahr, Titel, Platzierungen, Wochen, Auszeichnungen, Anmerkungen) | Höchstplatzierung, Gesamtwochen, AuszeichnungChartplatzierungen (Jahr, Titel, Platzierungen, Wochen, Auszeichnungen, Anmerkungen) | Höchstplatzierung, Gesamtwochen, AuszeichnungChartplatzierungen (Jahr, Titel, Platzierungen, Wochen, Auszeichnungen, Anmerkungen) | Anmerkungen                                                   |
| Jahr | Titel                | DE | AT | CH | UK | US | Anmerkungen                                                   |
| ---- | -------------------- | --- | --- | --- | --- | --- | ------------------------------------------------------------- |
| 2004 | Ray                  | DE12 Gold · (20 Wo.)DE | AT3 (22 Wo.)AT | CH2 Platin · (35 Wo.)CH | UK36 Gold · (9 Wo.)UK | US9 Platin · (39 Wo.)US | Erstveröffentlichung: 1. September 2004 Verkäufe: + 1.355.000 |
| 2005 | Ray: More Music From | — | — | — | — | US46 (8 Wo.)US |                                                               |

Weitere Soundtracks
- 1965: Cincinnati Kid

## Singles

### Single-Diskografie (mit Erscheinungsdatum, in Klammern Labelkatalog)
Down Beat Records
- Confession Blues / I Love You, I Love You (I Will Never Let You Go), Maxin Trio, Februar 1949 (DB171)
- Blues Before Sunrise / How Long Blues, Maxin Trio, 1949 (DB178)
- A Sentimental Blues / You’ll Never Miss the Water (Until the Well Runs Dry), Maxin Trio, 1949 (DB179)
- Alone in the City / Can Anyone Ask For More? Maxin Trio, 1949 (DB211)
- The Ego Song (Sweet As Can Be) (All The Girls In Town) / Late In The Evening Blues, September 1950 (DB228)
- Someday / I’ll Do Anything But Work, September 1950 (DB229)

SwingTime Records
- Let’s Have A Ball / Rockin’ Chair Blues, Maxin Trio, November 1949 (ST212)
- Sitting On Top of the World (Now She’s Gone) / I’ve Had My Fun (Going Down Slow), 1949 (ST215)
- Ain’t That Fine / Don’t Put All Your Dreams In One Basket, 1950 (ST216)
- See See Rider / What Have I Done, Mai 1950 (ST217)
- She’s On The Ball / Honey Honey, August 1950 (ST218)
- Someday / I’ll Do Anything But Work, 1950 (ST229)
- I Wonder Who’s Kissing Her Now / All To Myself, Januar 1951 (ST249)
- Lonely Boy / Baby Let Me Hold Your Hand, Januar 1951 (ST250)
- I’m Glad For Your Sake / Kissa Me Baby (All Night Long), März 1952 (ST274)
- Baby Won’t You Please Come Home / Hey Now, Juli 1952 (ST297)
- Baby Let Me Hear You Call My Name / Guitar Blues, Juli 1952 (ST300)
- Misery In My Heart / The Snow Is Falling (Snowfall), Februar 1953 (ST326)

Atlantic Records
- The Midnight Hour / Roll With My Baby, September 1952 (#976)
- The Sun’s Gonna Shine Again / Jumpin’ In The Mornin’, Januar 1953 (#984)
- Mess Around / Funny, But I Still Love You, Juli 1953 (#999)
- Feelin’ Sad / Heartbreaker, September 1953 (#1008)
- It Should’ve Been Me / Sinner’s Prayer, März 1954 (#1021)
- Losing Hand / Don’t You Know, August 1954 (#1037)
- I’ve Got a Woman / Come Back, Baby, Dezember 1954 (#1050)
- A Fool For You / This Little Girl Of Mine, Juni 1955 (#1063)
- Blackjack / Greenbacks, Oktober 1955 (#1076)
- Mary Ann / Drown In My Own Tears, Januar 1956 (#1085)
- Hallelujah I Love Her So / What Would I Do Without You, Mai 1956 (#1096)
- Lonely Avenue / Leave My Woman Alone, August 1956 (#1108)
- I Want To Know / Ain’t That Love? Januar 1957 (#1124)
- It’s All Right / Get On The Right Track, Baby, Juni 1957 (#1143)
- Swanee River Rock / I Want A Little Girl, August 1957 (#1154)
- Talkin’ Bout You / What Kind of Man Are You, Januar 1958 (#1172)
- Yes Indeed / I Had A Dream, April 1958 (#1180)
- You Be My Baby / My Bonnie, August 1958 (#1196)
- Rockhouse (Part 1) / Rockhouse (Part 2), Oktober 1958 (#2006)
- Tell All The World About You / (Night Time Is) The Right Time, November 1958 (#2010)
- That’s Enough / Tell Me How Do You Feel, April 1959 (#2022)
- What’d I Say (Part 1) / What’d I Say (Part 2), Juni 1959 (#2031)
- I’m Movin’ On / I Believe To My Soul, Oktober 1959 (#2043)
- Let The Good Times Roll / Don’t Let the Sun Catch You Crying, Dezember 1959 (#2047)
- Just For A Thrill / Heartbreaker, Februar 1960 (#2055)
- Sweet Sixteen Bars / Tell The Truth, Juli 1960 (#2068)
- Doodlin’ (Part 1) / Doodlin’ (Part 2), September 1960 (#5005)
- Tell Me You’ll Wait For Me / Come Rain Or Come Shine, November 1960 (#2084)

ABC-Records
- My Baby (I Love Her Yes I Do) / Who You Gonna Love, Januar 1960 (#10081)
- Sticks And Stones / Worried Life Blues, Mai 1960 (#10118)
- Georgia On My Mind / Carry Me Back To Old Virginny, August 1960 (#10135)
- Them That Got / I Wonder, August 1960 (#10141)
- Ruby / Hard Hearted Hannah, November 1960 (#10164)

Impulse Records
- One Mint Julep / Let’s Go, Februar 1961 (#200)
- I’ve Got News For You / I’m Gonna Move To The Outskirts Of Town, Juni 1961 (#202)
- A Bit of Soul / Early In The Morning, Februar 1961 (Atlantic #2094)
- Am I Blue / It Should Have Been Me, Mai 1961 (Atlantic #2106)
- Hard Times (No One Knows Better Than I) / Ray’s Blues (I Wonder Who), September 1961 (Atlantic #2118)[1]

ABC Records
- Hit The Road, Jack / The Danger Zone, August 1961 (#10244)
- Unchain My Heart (Bobby Sharp) / But On The Other Hand, Baby, November 1961 (#10266)
- Baby, It’s Cold Outside / We’ll Be Together Again, Januar 1962 (#10298)
- At the Club / Hide Nor Hair, März 1962 (#10314)
- I Can’t Stop Loving You / Born To Lose, April 1962 (#10330)
- You Don’t Know Me / Careless Love, Juli 1962 (#10345)
- You Are My Sunshine / Your Cheating Heart, November 1962 (#10375)
- Carrying That Load / Feelin’ Sad, Januar 1963 (Atlantic #2174)
- Don’t Set Me Free / The Brightest Smile In Town, Februar 1963 (#10405)
- Take These Chains from My Heart / No Letter Today, März 1963 (#10435)
- No One / Without Love (There Is Nothing), Mai 1963 (#10453)
- Busted / Making Believe, August 1963 (#10481)
- That Lucky Old Sun / Ol’ Man River, November 1963 (#10509)
- Talkin’ Bout You / In A Little Spanish Town, Juni 1964 (Atlantic #2239)
- Baby, Don’t You Cry / My Heart Cries For You, Februar 1964 (#10530)
- My Baby Don’t Dig Me / Something’s Wrong, Mai 1964 (#10557)
- No One To Cry To / A Tear Fell, Juni 1964 (#10571)
- Smack Dab In The Middle / I Wake Up Crying, September 1964 (#10588)
- Makin’ Whoopee (vocal) / Makin’ Whoopee (Piano) – live, November 1964 (#10609)
- Cry / Teardrops from My Eyes, Januar 1965 (#10615)
- I’ve Got a Woman (Part 1) / I’ve Got A Woman (Part 2) – live, März 1965 (#10649)
- Without A Song (Part 1) / Without A Song (Part 2), April 1965 (#10663)
- I’m A Fool to Care / Love’s Gonna Live Here, Juni 1965 (#10700)
- The Cincinnati Kid / That’s All I Am To You, September 1965 (#10720)
- Crying Time / When My Dream Boat Comes Home, Oktober 1965 (#10739)
- Together Again / You’re Just About To Lose Your Clown, März 1966 (#10785)
- Let’s Go Get Stoned / The Train, Mai 1966 (#10808)
- I Chose to Sing the Blues / Hopelessly, August 1966 (#10840)
- Please Say You’re Fooling / I Don’t Need No Doctor, Oktober 1966 (#10865)
- I Want To Talk About You / Something Inside Me, Februar 1967 (#10901)
- Here We Go Again / Somebody Ought to Write a Book About It, April 1967 (#10938)
- In The Heat Of The Night / Something’s Got to Change, August 1967 (#10970)
- Yesterday / Never Had Enough of Nothing Yet, Oktober 1967 (#11009)
- Come Rain Or Come Shine / Tell Me You’ll Wait For Me, Dezember 1967 (Atlantic #2470)
- Go On Home / That’s A Lie, Januar 1968 (#11045)
- Understanding / Eleanor Rigby, Mai 1968 (#11090)
- Sweet Young Thing Like You / Listen, They’re Playing My Song, August 1968 (#11133)
- If It Wasn’t For Bad Luck / When I Stop Dreaming, November 1968 (#11170)
- I’ll Be Your Servant / I Didn’t Know What Time it Was, Februar 1969 (#11193)
- Let Me Love You / I’m Satisfied, April 1969 (#11213)
- We Can Make It / I Can’t Stop Loving You, Baby, August 1969 (#11239)
- Claudie Mae / Someone to Watch Over Me, November 1969 (#11251)
- Laughin’ And Clownin’ / That Thing Called Love, Januar 1970 (#11259)
- If You Were Mine / Till I Can’t Take it Anymore, August 1970 (#11271)
- Don’t Change On Me / Sweet Memories, Februar 1971 (#11291)
- Booty Butt / Sidewinder, März 1971 (#1015)
- Feel So Bad / Your Love Is So Doggone Good, Juli 1971 (#11308)
- What Am I Living For / Tired Of My Tears, November 1971 (#11317)
- Look What They’ve Done To My Song, Ma / America The Beautiful, Juni 1972 (#11329)
- Hey Mister / There’ll Be No Peace Without All Men As One, November 1972 (#11337)
- Every Saturday Night / Take Me Home, Country Roads, Januar 1973 (#11344)
- I Can Make It Thru the Days (But Oh Those Lonely Nights) / Ring of Fire, April 1973 (#11351)

Crossover Records (Atlantic)
- Come Live With Me / Everybody Sing, Oktober 1973 (#973)
- Louise / Somebody, März 1974 (#974)
- America the Beautiful / Sunshine, Februar 1976 (#985)
- Oh, Lawd, I’m On My Way / Oh Bess, Where’s My Bess, Oktober 1976 (RCA #10800)
- I Can See Clearly Now / Anonymous Love, November 1977 (#3443)
- Game Number Nine / A Peace That We Never Before Could Enjoy, März 1978 (#3473)
- Riding Thumb / You Forgot Your Memory, Oktober 1978 (#3527)
- Christmas Time / There’ll Be No Peace Without All Men As One, November 1978 (#3549)
- Some Enchanted Evening / You 20th Century Fox, August 1979 (#3611)
- Just Because / Love Me Or Set Me Free, November 1979 (#3634)
- Compared To What / Now That We’ve Found Each Other, August 1980 (#3762)
- Beers To You / Cotton-Eyed Clint, Oktober 1980 (Warner Brothers #49608)

Columbia Records
- Born to Love Me / String Bean, November 1982 (#3429)
- 3 / 4 Time / You Feel Good All Over, März 1983 (#3810)
- Ain’t Your Memory Got No Pride At All / I Don’t Want No Strangers Sleepin’ In My Bed, August 1983 (#4083)
- We Didn’t See A Thing / I Wish You Were Here Tonight, November 1983 (#4297)
- Do I Ever Cross Your Mind / They Call It Love, März 1984 (#4420)
- Woman Sensuous Woman / I Was On Georgia Time, Juni 1984 (#4500)
- Rock And Roll Shoes / Then I’ll Be Over You, Juli 1984 (#4531)
- Seven Spanish Angels / Who Cares, November 1984 (#4751)
- It Ain’t Gonna Worry My Mind / Crazy Old Soldier, April 1985 (#4860)
- Two Old Cats Like Us / Little Hotel Room, August 1985 (#5575)
- The Pages of My Mind / Slip Away, Juni 1986 (#6172)
- Dixie Moon / A Little Bit of Heaven, Oktober 1986 (#6370)
- Baby Grand / Big Man On Mulberry Street, März 1987 (#6994)
- I’ll Be Good To You (Part 1) / I’ll Be Good To You (Part 2), Oktober 1989 (#22697)

Weitere Singles
- A Song for You / I Can’t Get Enough, März 1993 (Warner Brothers #18611)
- Ellie My Love (nur in Japan veröffentlicht; Verkäufe: + 400.000)
- Here We Go Again, 2005 (Norah Jones feat. Ray Charles)

### Chartplatzierungen als Leadmusiker

Maxin Trio – Confession Blues, die erste Single von Ray Charles

| Jahr | Titel Album                                                                            | Höchstplatzierung, Gesamtwochen, AuszeichnungChartplatzierungen (Jahr, Titel, Album, Platzierungen, Wochen, Auszeichnungen, Anmerkungen) | Höchstplatzierung, Gesamtwochen, AuszeichnungChartplatzierungen (Jahr, Titel, Album, Platzierungen, Wochen, Auszeichnungen, Anmerkungen) | Höchstplatzierung, Gesamtwochen, AuszeichnungChartplatzierungen (Jahr, Titel, Album, Platzierungen, Wochen, Auszeichnungen, Anmerkungen) | Höchstplatzierung, Gesamtwochen, AuszeichnungChartplatzierungen (Jahr, Titel, Album, Platzierungen, Wochen, Auszeichnungen, Anmerkungen) | Anmerkungen                                                  |
| Jahr | Titel Album                                                                            | DE | AT | UK | US | Anmerkungen                                                  |
| ---- | -------------------------------------------------------------------------------------- | --- | --- | --- | --- | ------------------------------------------------------------ |
| 1955 | Autumn Leaves –                                                                        | — | — | — | US55 (7 Wo.)US | als Ray Charles Singers                                      |
| 1957 | Swanee River Rock (Talkin’ ’bout That River) –                                         | — | — | — | US42 (15 Wo.)US |                                                              |
| 1958 | Rockhouse (Part 2) –                                                                   | — | — | — | US79 (2 Wo.)US |                                                              |
| 1958 | (Night Time Is) The Right Time –                                                       | — | — | — | US95 (1 Wo.)US | Erstveröffentlichung: November 1958                          |
| 1959 | What’d I Say                                                                           | — | — | — | US6 (15 Wo.)US | Erstveröffentlichung: Juni 1959                              |
| 1959 | I’m Movin On –                                                                         | — | — | — | US40 (10 Wo.)US | Erstveröffentlichung: Oktober 1959                           |
| 1960 | Let the Good Times Roll –                                                              | — | — | — | US78 (3 Wo.)US |                                                              |
| 1960 | Don’t Let the Sun Catch You Cryin’ –                                                   | — | — | — | US95 (2 Wo.)US |                                                              |
| 1960 | Sticks and Stones –                                                                    | — | — | — | US40 (8 Wo.)US | Erstveröffentlichung: Mai 1960                               |
| 1960 | Georgia on My Mind The Genius Hits the Road                                            | — | — | UK24 (8 Wo.)UK | US1 (13 Wo.)US | Erstveröffentlichung: 1. September 1960                      |
| 1960 | Ruby Dedicated to You                                                                  | — | — | — | US28 (9 Wo.)US |                                                              |
| 1960 | Hard Hearted Hannah Dedicated to You                                                   | — | — | — | US55 (4 Wo.)US |                                                              |
| 1960 | Come Rain or Come Shine –                                                              | — | — | — | US83 (4 Wo.)US |                                                              |
| 1961 | Them That Got –                                                                        | — | — | — | US58 (6 Wo.)US |                                                              |
| 1961 | One Mint Julep Genius + Soul = Jazz                                                    | — | — | — | US8 (13 Wo.)US |                                                              |
| 1961 | I’ve Got News for You Genius + Soul = Jazz                                             | — | — | — | US66 (5 Wo.)US | Erstveröffentlichung: Juni 1961                              |
| 1961 | I’m Gonna Move to the Outskirts of Town Genius + Soul = Jazz                           | — | — | — | US84 (2 Wo.)US |                                                              |
| 1961 | Hit the Road Jack –                                                                    | DE— GoldDE | — | UK6 Gold · (12 Wo.)UK | US1 (13 Wo.)US | Verkäufe: + 765.000                                          |
| 1961 | Unchain My Heart –                                                                     | — | — | — | US9 (12 Wo.)US |                                                              |
| 1961 | But on the Other Hand Baby –                                                           | — | — | — | US90 (2 Wo.)US |                                                              |
| 1962 | Baby, It’s Cold Outside Ray Charles & Betty Carter                                     | — | — | — | US91 (2 Wo.)US | mit Betty Carter                                             |
| 1962 | At the Club –                                                                          | — | — | — | US44 (7 Wo.)US |                                                              |
| 1962 | Hide ’nor Hair –                                                                       | — | — | — | US20 (7 Wo.)US |                                                              |
| 1962 | I Can’t Stop Loving You Modern Sounds in Country and Western Music                     | DE8 (16 Wo.)DE | — | UK1 (17 Wo.)UK | US1 Gold · (18 Wo.)US | Verkäufe: + 1.000.000                                        |
| 1962 | Born to Lose Modern Sounds in Country and Western Music                                | — | — | — | US41 (9 Wo.)US |                                                              |
| 1962 | You Don’t Know Me Modern Sounds in Country and Western Music                           | — | — | UK9 (13 Wo.)UK | US2 (11 Wo.)US |                                                              |
| 1962 | Careless Love Modern Sounds in Country and Western Music                               | — | — | — | US60 (4 Wo.)US |                                                              |
| 1962 | You Are My Sunshine Modern Sounds in Country and Western Music, Volume Two             | — | — | — | US7 (12 Wo.)US |                                                              |
| 1962 | Your Cheatin’ Heart Modern Sounds in Country and Western Music, Volume Two             | — | — | UK13 (8 Wo.)UK | US29 (9 Wo.)US |                                                              |
| 1963 | The Brightest Smile in Town –                                                          | — | — | — | US92 (2 Wo.)US | Erstveröffentlichung: Februar 1963                           |
| 1963 | Don’t Set Me Free –                                                                    | — | — | UK37 (3 Wo.)UK | US20 (8 Wo.)US | Erstveröffentlichung: 29. März 1963                          |
| 1963 | Take These Chains from My Heart Modern Sounds in Country and Western Music, Volume Two | DE32 (8 Wo.)DE | — | UK5 (20 Wo.)UK | US8 (11 Wo.)US |                                                              |
| 1963 | No One –                                                                               | — | — | UK35 (7 Wo.)UK | US21 (8 Wo.)US |                                                              |
| 1963 | Without Love (There Is Nothing) –                                                      | — | — | — | US29 (7 Wo.)US |                                                              |
| 1963 | Busted Ingredients in a Recipe for Soul                                                | — | — | UK21 (10 Wo.)UK | US4 (12 Wo.)US |                                                              |
| 1963 | That Lucky Old Sun Ingredients in a Recipe for Soul                                    | — | — | — | US20 (9 Wo.)US | Erstveröffentlichung: November 1963                          |
| 1964 | Baby, Don’t You Cry Sweet and Sour Tears                                               | — | — | — | US39 (7 Wo.)US |                                                              |
| 1964 | My Heart Cries for You –                                                               | — | — | — | US38 (7 Wo.)US |                                                              |
| 1964 | My Baby Don’t Dig Me –                                                                 | — | — | — | US51 (6 Wo.)US |                                                              |
| 1964 | No One to Cry To Sweet and Sour Tears                                                  | — | — | UK38 (3 Wo.)UK | US55 (6 Wo.)US |                                                              |
| 1964 | A Tear Fell Sweet and Sour Tears                                                       | — | — | — | US50 (5 Wo.)US |                                                              |
| 1964 | Smack Dab in the Middle Have a Smile with Me                                           | — | — | — | US52 (7 Wo.)US |                                                              |
| 1964 | Makin’ Whoopee Live In Concert                                                         | — | — | UK42 (4 Wo.)UK | US46 (8 Wo.)US |                                                              |
| 1965 | Cry Sweet and Sour Tears                                                               | — | — | — | US58 (7 Wo.)US |                                                              |
| 1965 | I’ve Got a Woman Live In Concert                                                       | — | — | UK— SilberUK | US79 (3 Wo.)US | Verkäufe: + 255.000                                          |
| 1965 | I’m a Fool to Care –                                                                   | — | — | — | US84 (4 Wo.)US |                                                              |
| 1965 | Crying Time                                                                            | — | — | UK50 (1 Wo.)UK | US6 (15 Wo.)US |                                                              |
| 1966 | You’re Just About To Lose Your Clown Crying Time                                       | — | — | — | US91 (2 Wo.)US |                                                              |
| 1966 | Together Again Country and Western Meets Rhythm and Blues                              | — | — | UK48 (1 Wo.)UK | US19 (8 Wo.)US |                                                              |
| 1966 | Let’s Go Get Stoned Crying Time                                                        | — | — | — | US31 (9 Wo.)US | Erstveröffentlichung: 19. Mai 1966                           |
| 1966 | I Chose to Sing the Blues A Man and His Soul                                           | — | — | — | US32 (7 Wo.)US |                                                              |
| 1966 | Please Say You’re Fooling Ray’s Moods                                                  | — | — | — | US64 (6 Wo.)US |                                                              |
| 1966 | I Don’t Need No Doctor A Man and His Soul                                              | — | — | — | US72 (4 Wo.)US |                                                              |
| 1967 | I Want To Talk About You –                                                             | — | — | — | US98 (1 Wo.)US |                                                              |
| 1967 | Here We Go Again Ray Charles Invites You to Listen                                     | — | — | UK38 (3 Wo.)UK | US15 (12 Wo.)US | Erstveröffentlichung: 26. Mai 1967                           |
| 1967 | In the Heat of the Night –                                                             | — | AT15 (4 Wo.)AT | — | US33 (7 Wo.)US |                                                              |
| 1967 | Yesterday Ray Charles Invites You to Listen                                            | — | — | UK44 (4 Wo.)UK | US25 (7 Wo.)US |                                                              |
| 1968 | That’s a Lie –                                                                         | — | — | — | US64 (8 Wo.)US |                                                              |
| 1968 | Eleanor Rigby A Portrait of Ray                                                        | — | — | UK36 (9 Wo.)UK | US35 (10 Wo.)US |                                                              |
| 1968 | Understanding A Portrait of Ray                                                        | — | — | — | US46 (12 Wo.)US |                                                              |
| 1968 | Sweet Young Thing like You –                                                           | — | — | — | US83 (12 Wo.)US |                                                              |
| 1968 | Listen, They’re Playing My Song –                                                      | — | — | — | US92 (2 Wo.)US |                                                              |
| 1968 | If It Wasn’t for Bad Luck Doing His Thing                                              | — | — | — | US77 (6 Wo.)US | mit Jimmy Lewis                                              |
| 1969 | Let Me Love You –                                                                      | — | — | — | US94 (2 Wo.)US |                                                              |
| 1970 | Laughin and Clownin –                                                                  | — | — | — | US98 (2 Wo.)US |                                                              |
| 1970 | If You Were Mine Love Country Style                                                    | — | — | — | US41 (18 Wo.)US |                                                              |
| 1971 | Don’t Change on Me Love Country Style                                                  | — | — | — | US36 (11 Wo.)US |                                                              |
| 1971 | Booty Butt My Kind of Jazz                                                             | — | — | — | US36 (12 Wo.)US | Erstveröffentlichung: 14. Februar 1971 Ray Charles Orchestra |
| 1971 | Feel So Bad Volcanic Action of My Soul                                                 | — | — | — | US68 (8 Wo.)US |                                                              |
| 1971 | What Am I Living For Volcanic Action of My Soul                                        | — | — | — | US54 (7 Wo.)US |                                                              |
| 1972 | Look What They’ve Done to My Song, Ma A Message from the People                        | — | — | — | US65 (6 Wo.)US |                                                              |
| 1973 | I Can Make It Thru the Days Through the Eyes of Love                                   | — | — | — | US81 (4 Wo.)US |                                                              |
| 1973 | Come Live with Me                                                                      | — | — | — | US82 (6 Wo.)US |                                                              |
| 1975 | Living for the City Renaissance                                                        | — | — | — | US91 (3 Wo.)US |                                                              |

grau schraffiert: keine Chartdaten aus diesem Jahr verfügbar

### Chartplatzierungen als Gastmusiker
| Jahr | Titel Album                           | Höchstplatzierung, Gesamtwochen, AuszeichnungChartplatzierungen (Jahr, Titel, Album, Platzierungen, Wochen, Auszeichnungen, Anmerkungen) | Höchstplatzierung, Gesamtwochen, AuszeichnungChartplatzierungen (Jahr, Titel, Album, Platzierungen, Wochen, Auszeichnungen, Anmerkungen) | Höchstplatzierung, Gesamtwochen, AuszeichnungChartplatzierungen (Jahr, Titel, Album, Platzierungen, Wochen, Auszeichnungen, Anmerkungen) | Höchstplatzierung, Gesamtwochen, AuszeichnungChartplatzierungen (Jahr, Titel, Album, Platzierungen, Wochen, Auszeichnungen, Anmerkungen) | Anmerkungen                                                                              |
| Jahr | Titel Album                           | DE | AT | UK | US | Anmerkungen                                                                              |
| ---- | ------------------------------------- | --- | --- | --- | --- | ---------------------------------------------------------------------------------------- |
| 1987 | Baby Grand The Bridge                 | — | — | — | US75 (7 Wo.)US | Erstveröffentlichung: 4. Mai 1987 Billy Joel feat. Ray Charles                           |
| 1989 | I’ll Be Good to You Back on the Block | DE28 (13 Wo.)DE | — | UK21 (7 Wo.)UK | US18 (16 Wo.)US | Quincy Jones feat. Ray Charles & Chaka Khan                                              |
| 2005 | Here We Go Again –                    | — | AT52 (6 Wo.)AT | — | US— GoldUS | Erstveröffentlichung: 31. Januar 2005 Verkäufe: + 500.000; Norah Jones feat. Ray Charles |

## Videoalben
- 2004: A L’Olympia (Verkäufe: + 20.000)
- 2004: O-Genio: Live in Brasil 1963 (Verkäufe: + 20.000)
- 2005: Ray Charles in Concert (Verkäufe: + 70.000; US: Gold)
- 2005: Ray Charles Live – In Concert with the Edmonton Symphony (Verkäufe: + 100.000; US: Platin)

## Statistik

### Chartauswertung
|                     | DE    | AT    | CH    | UK     | US     |
| ------------------- | ----- | ----- | ----- | ------ | ------ |
| Nummer-eins-Alben   | DE—DE | AT1AT | CH—CH | UK—UK  | US2US  |
| Top-10-Alben        | DE1DE | AT2AT | CH2CH | UK1UK  | US9US  |
| Alben in den Charts | DE8DE | AT3AT | CH4CH | UK10UK | US46US |

|                       | DE    | AT    | UK     | US     |
| --------------------- | ----- | ----- | ------ | ------ |
| Nummer-eins-Singles   | DE—DE | AT—AT | UK1UK  | US3US  |
| Top-10-Singles        | DE1DE | AT—AT | UK4UK  | US11US |
| Singles in den Charts | DE3DE | AT2AT | UK17UK | US77US |

### Auszeichnungen für Musikverkäufe
| Goldene Schallplatte - Frankreich - 1979: für das Album Grands Succès - 1989: für das Album Collection - 2004: für das Album Genius Loves Company - 2005: für das Album Ray - 2005: für das Videoalbum Ray Charles in Concert - Irland - 2005: für das Album Genius Loves Company - Italien - 2019: für die Single I’ve Got a Woman - Japan - 2005: für das Album Genius Loves Company - Kanada - 1985: für das Album Friendship - 2000: für das Album Ray Charles Anthology - Neuseeland - 1985: für das Album Friendship - Niederlande - 2005: für das Album Genius Loves Company - Polen - 2005: für das Album Genius Loves Company - Portugal - 2005: für das Album Genius Loves Company - Spanien - 2005: für das Album Genius Loves Company - 2024: für die Single Hit the Road Jack - 2024: für die Single I’ve Got a Woman | 2× Goldene Schallplatte - Frankreich - 2005: für das Album The Definitive Ray Charles Platin-Schallplatte - Argentinien - 2004: für das Album Genius Loves Company - Europa - 2006: für das Album Genius Loves Company - Frankreich - 2005: für das Videoalbum A L’Olympia - 2005: für das Videoalbum O-Genio: Live in Brasil 1963 - Italien - 2024: für die Single Hit the Road Jack - Japan - 1990: für das Album The Best of Ray Charles - Kanada - 2005: für das Videoalbum Ray Charles in Concert - Neuseeland - 2005: für das Album Ray - Polen - 2016: für das Album Empik Jazz Club: Ray Charles | 2× Platin-Schallplatte - Kanada - 2005: für das Album Genius Loves Company - Neuseeland - 2005: für das Album Genius Loves Company 4× Platin-Schallplatte - Japan - 1990: für die Single Ellie My Love |

Anmerkung: Auszeichnungen in Ländern aus den Charttabellen bzw. Chartboxen sind in ebendiesen zu finden.
| Land/RegionAuszeichnungen für Musikverkäufe (Land/Region, Auszeichnungen, Verkäufe, Quellen) | Silber     | Gold       | Platin       | Verkäufe    | Quellen                                                        |
| -------------------------------------------------------------------------------------------- | ---------- | ---------- | ------------ | ----------- | -------------------------------------------------------------- |
| Argentinien (CAPIF)                                                                          | —          | —          | Platin1      | 40.000      | capif.org.ar (Memento vom 20. August 2011 im Internet Archive) |
| Deutschland (BVMI)                                                                           | —          | 3× Gold3   | —            | 500.000     | musikindustrie.de                                              |
| Europa (IFPI)                                                                                | —          | —          | Platin1      | (1.000.000) | ifpi.org                                                       |
| Frankreich (SNEP)                                                                            | —          | 7× Gold7   | 2× Platin2   | 650.000     | infodisc.fr snepmusique.com                                    |
| Irland (IRMA)                                                                                | —          | Gold1      | —            | 7.500       | irishcharts.ie                                                 |
| Italien (FIMI)                                                                               | —          | Gold1      | Platin1      | 125.000     | fimi.it                                                        |
| Japan (RIAJ)                                                                                 | —          | Gold1      | 5× Platin5   | 700.000     | riaj.or.jp                                                     |
| Kanada (MC)                                                                                  | —          | 2× Gold2   | 3× Platin3   | 310.000     | musiccanada.com                                                |
| Neuseeland (RMNZ)                                                                            | —          | Gold1      | 3× Platin3   | 55.000      | aotearoamusiccharts.co.nz                                      |
| Niederlande (NVPI)                                                                           | —          | Gold1      | —            | 40.000      | nvpi.nl                                                        |
| Österreich (IFPI)                                                                            | —          | Gold1      | —            | 15.000      | ifpi.at                                                        |
| Polen (ZPAV)                                                                                 | —          | Gold1      | Platin1      | 40.000      | olis.pl                                                        |
| Portugal (AFP)                                                                               | —          | Gold1      | —            | 20.000      | Einzelnachweise                                                |
| Schweiz (IFPI)                                                                               | —          | Gold1      | Platin1      | 60.000      | hitparade.ch                                                   |
| Spanien (Promusicae)                                                                         | —          | 3× Gold3   | —            | 110.000     | elportaldemusica.es                                            |
| Vereinigte Staaten (RIAA)                                                                    | —          | 8× Gold8   | 6× Platin6   | 9.150.000   | riaa.com                                                       |
| Vereinigtes Königreich (BPI)                                                                 | 3× Silber3 | 3× Gold3   | —            | 920.000     | bpi.co.uk                                                      |
| Insgesamt                                                                                    | 3× Silber3 | 35× Gold35 | 24× Platin24 |             |                                                                |